# Тетерин, Евгений Геннадьевич
Евгений Геннадьевич Тетерин (род. 2 марта 1979 года, Гуково, Ростовская область, РСФСР, СССР) — российский скульптор, член-корреспондент РАХ (2023).

## Биография
Родился 2 марта 1979 года в городе Гуково Ростовской области.
В 2005 году — окончил Ростовское художественное училище имени М. Б. Грекова по классу скульптуры, мастерская Сергея Олешни.
В 2011 году — окончил Московский государственный академический художественный институт имени В. И. Сурикова (МГАХИ имени В. И. Сурикова), мастерская А. И. Рукавишникова.
С 2009 года — работает в МГАХИ имени В. И. Сурикова, в настоящее время — старший преподаватель, декан факультета скульптуры.
С 2013 года — член секции скульптуры Московского союза художников.
В 2022 году — избран членом-корреспондентом Российской академии художеств от Отделения скульптуры.

## Творческая деятельность
Основные выставки: Москва, ЦДХ, «Молодые художники России» (2011), Москва, ЦДХ, XVI Московский международный художественный салон «ЦДХ-2013. Процесс» (2013), Германия, Гюгельсдорф, «Nord Art — 2014» (2014), Москва, галерея «Открытый Клуб», «Формы жизни» (2014), Москва, Государственный Дарвиновский музей, «Бультерьер — собака джентльмена» (2014), Москва, ЦДХ, VIII Московский международный художественный салон «ЦДХ-2015. Люди и Мир» (2015), Москва, Музей русской усадебной культуры "Усадьба князей Голицыных «Влахернское-Кузьминки», «Цветы Победы» (2015), Москва, ЦДХ, «Победе Посвящаем» (2015), Голландия, «Троллаттен Артхолл», «Vernissage at Trollattan Arthall» (2015), Москва, Дизайн-завод «Флакон», «Монументальное искусство» (2018).
Работы находятся в российских и зарубежных частных коллекциях.

## Награды
- Медаль РАХ «За успехи в учёбе» (2011)